# 圣莱热苏伯夫赖
圣莱热苏伯夫赖（法語：Saint-Léger-sous-Beuvray，法語發音：[sɛ̃ leʒe su bøvʁɛ]）是法国索恩-卢瓦尔省的一个市镇，属于欧坦区。

## 地理
圣莱热苏伯夫赖（46°55'24"N, 4°6'4"E）面积34.97 平方千米，位于法国勃艮第-弗朗什-孔泰大區索恩-卢瓦尔省，该省份为法国中部省份，北起顺时针与科多尔省、汝拉省、安省、罗讷省、卢瓦尔省、阿列省和涅夫勒省接壤。
与圣莱热苏伯夫赖接壤的市镇（或旧市镇、城区）包括：莱济、格吕昂格莱讷、拉罗谢米莱、普瓦勒、拉科梅勒、圣普里。

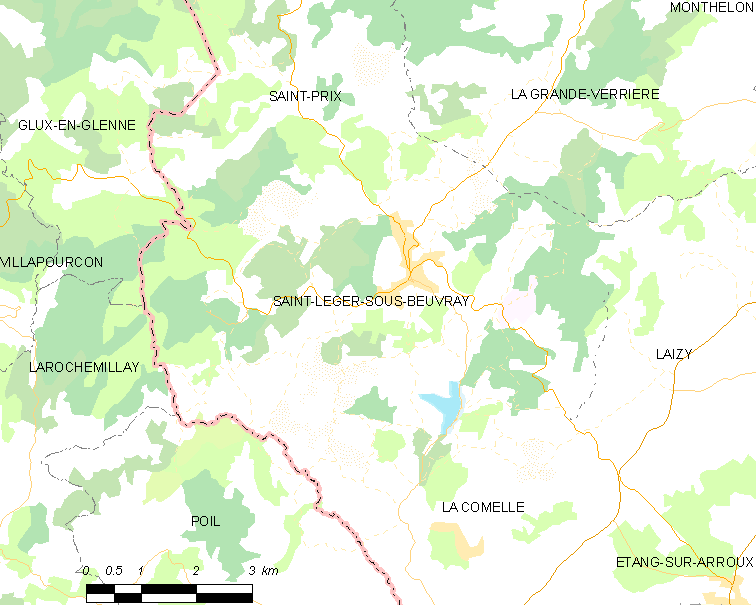
圣莱热苏伯夫赖的OSM定位图

圣莱热苏伯夫赖的时区为UTC+01:00、UTC+02:00（夏令时）。

## 行政
圣莱热苏伯夫赖的邮政编码为71990，INSEE市镇编码为71440。

## 政治
圣莱热苏伯夫赖所属的省级选区为欧坦第二县。

## 人口

1962-2008年间圣莱热苏伯夫赖人口变化图示

圣莱热苏伯夫赖于2022年1月1日时的人口数量为371人。